# منتخب الأرجنتين تحت 17 سنة لكرة القدم
منتخب الأرجنتين تحت 17 سنة لكرة القدم (بالإسبانية: selección de fútbol sub-23 de Argentina)‏ هو الممثل الرسمي للأرجنتين في بطولات كرة القدم تحت 17 سنة.
شاركت الأرجنتين في 13 من بطولة من بطولات كأس العالم تحت 17 سنة، حصلت 3 مرات على المركز الثالث ومرتين على المركز الرابع. كما فازت الأرجنتين ببطولة كوبا أمريكا تحت 17 سنة 3 مرات.
لعب العديد من كبار لاعبي الأرجنتين في صفوف منتخب الأرجنتين تحت 17 سنة، من ضمنهم فيرناندو ريدوندو، نيستور فابري، روبرتو بونانو، خوان سيباستيان فيرون، روبرتو أبوندازيري، فرانكو كونستانزو، ليوناردو بياجياني، لوسيانو غاليتي، مارسيلو غالاردو، إستيبان كامبياسو، غابرييل ميليتو، إزيكويل غونزاليس، ألدو دوتشر، لوكاس بيليا، إدواردو سالفيو، ماكسي لوبيز، رودولفو أروابارينا، خافيير ماسكيرانو وكارلوس تيفيز وغيرهم.

## السجل

### كأس العالم تحت 17 سنة
| سجل الأرجنتين في كأس العالم تحت 17 سنة | سجل الأرجنتين في كأس العالم تحت 17 سنة | سجل الأرجنتين في كأس العالم تحت 17 سنة | سجل الأرجنتين في كأس العالم تحت 17 سنة | سجل الأرجنتين في كأس العالم تحت 17 سنة | سجل الأرجنتين في كأس العالم تحت 17 سنة | سجل الأرجنتين في كأس العالم تحت 17 سنة | سجل الأرجنتين في كأس العالم تحت 17 سنة | سجل الأرجنتين في كأس العالم تحت 17 سنة |
| العام                                  | الدور                                  | المركز                                 | لعب                                    | ف                                      | ت1                                     | خ                                      | له                                     | عليه                                   |
| -------------------------------------- | -------------------------------------- | -------------------------------------- | -------------------------------------- | -------------------------------------- | -------------------------------------- | -------------------------------------- | -------------------------------------- | -------------------------------------- |
| 1985                                   | دور المجموعات                          | التاسع                                 | 3                                      | 1                                      | 1                                      | 1                                      | 5                                      | 4                                      |
| 1987                                   | لم يتأهل                               | لم يتأهل                               | لم يتأهل                               | لم يتأهل                               | لم يتأهل                               | لم يتأهل                               | لم يتأهل                               | لم يتأهل                               |
| 1989                                   | ربع النهائي                            | السادس                                 | 4                                      | 1                                      | 2                                      | 1                                      | 5                                      | 3                                      |
| 1991                                   | المركز الثالث                          | الثالث                                 | 6                                      | 2                                      | 2                                      | 2                                      | 5                                      | 5                                      |
| 1993                                   | دور المجموعات                          | التاسع                                 | 3                                      | 1                                      | 1                                      | 1                                      | 7                                      | 6                                      |
| 1995                                   | المركز الثالث                          | الثالث                                 | 6                                      | 5                                      | 0                                      | 1                                      | 12                                     | 4                                      |
| 1997                                   | ربع النهائي                            | السادس                                 | 4                                      | 2                                      | 1                                      | 1                                      | 3                                      | 2                                      |
| 1999                                   | لم يتأهل                               | لم يتأهل                               | لم يتأهل                               | لم يتأهل                               | لم يتأهل                               | لم يتأهل                               | لم يتأهل                               | لم يتأهل                               |
| 2001                                   | المركز الرابع                          | الرابع                                 | 6                                      | 3                                      | 1                                      | 2                                      | 12                                     | 9                                      |
| 2003                                   | المركز الثالث                          | الثالث                                 | 6                                      | 4                                      | 1                                      | 1                                      | 10                                     | 4                                      |
| 2005                                   | لم يتأهل                               | لم يتأهل                               | لم يتأهل                               | لم يتأهل                               | لم يتأهل                               | لم يتأهل                               | لم يتأهل                               | لم يتأهل                               |
| 2007                                   | ربع النهائي                            | السادس                                 | 5                                      | 2                                      | 2                                      | 1                                      | 7                                      | 4                                      |
| 2009                                   | ثمن النهائي                            | الحادي عشر                             | 4                                      | 2                                      | 0                                      | 2                                      | 6                                      | 6                                      |
| 2011                                   | ثمن النهائي                            | الثاني عشر                             | 4                                      | 1                                      | 1                                      | 2                                      | 4                                      | 8                                      |
| 2013                                   | المركز الرابع                          | الرابع                                 | 7                                      | 4                                      | 1                                      | 2                                      | 13                                     | 12                                     |
| 2015                                   | دور المجموعات                          | الرابع والعشرون                        | 3                                      | 0                                      | 0                                      | 3                                      | 1                                      | 8                                      |
| 2017                                   | لم يتأهل                               | لم يتأهل                               | لم يتأهل                               | لم يتأهل                               | لم يتأهل                               | لم يتأهل                               | لم يتأهل                               | لم يتأهل                               |
| 2019                                   | تأهل                                   | تأهل                                   | تأهل                                   | تأهل                                   | تأهل                                   | تأهل                                   | تأهل                                   | تأهل                                   |
| المجموع                                | 14/17                                  |                                        | 61                                     | 28                                     | 13                                     | 20                                     | 90                                     | 75                                     |

### كوبا أمريكا تحت 17 سنة
| سجل الأرجنتين في كوبا أمريكا تحت 17 سنة | سجل الأرجنتين في كوبا أمريكا تحت 17 سنة | سجل الأرجنتين في كوبا أمريكا تحت 17 سنة | سجل الأرجنتين في كوبا أمريكا تحت 17 سنة | سجل الأرجنتين في كوبا أمريكا تحت 17 سنة | سجل الأرجنتين في كوبا أمريكا تحت 17 سنة | سجل الأرجنتين في كوبا أمريكا تحت 17 سنة | سجل الأرجنتين في كوبا أمريكا تحت 17 سنة | سجل الأرجنتين في كوبا أمريكا تحت 17 سنة |
| العام                                   | الدور                                   | لعب                                     | ف                                       | ت1                                      | خ                                       | له                                      | عليه                                    |                                         |
| --------------------------------------- | --------------------------------------- | --------------------------------------- | --------------------------------------- | --------------------------------------- | --------------------------------------- | --------------------------------------- | --------------------------------------- | --------------------------------------- |
| 1985                                    | البطل                                   | 8                                       | 8                                       | 0                                       | 0                                       | 32                                      | 5                                       |                                         |
| 1986                                    | المركز الرابع                           | 7                                       | 1                                       | 5                                       | 1                                       | 7                                       | 7                                       |                                         |
| 1988                                    | الوصيف                                  | 7                                       | 6                                       | 0                                       | 1                                       | 13                                      | 4                                       |                                         |
| 1991                                    | المركز الثالث                           | 7                                       | 4                                       | 2                                       | 1                                       | 10                                      | 7                                       |                                         |
| 1993                                    | المركز الثالث                           | 7                                       | 4                                       | 2                                       | 1                                       | 12                                      | 6                                       |                                         |
| 1995                                    | الوصيف                                  | 6                                       | 4                                       | 1                                       | 1                                       | 12                                      | 4                                       |                                         |
| 1997                                    | الوصيف                                  | 7                                       | 4                                       | 1                                       | 2                                       | 15                                      | 6                                       |                                         |
| 1999                                    | المركز الرابع                           | 6                                       | 2                                       | 2                                       | 2                                       | 9                                       | 9                                       |                                         |
| 2001                                    | الوصيف                                  | 7                                       | 4                                       | 1                                       | 2                                       | 12                                      | 8                                       |                                         |
| 2003                                    | البطل                                   | 7                                       | 4                                       | 3                                       | 0                                       | 19                                      | 5                                       |                                         |
| 2005                                    | دور المجموعات                           | 4                                       | 1                                       | 1                                       | 2                                       | 6                                       | 7                                       |                                         |
| 2007                                    | المركز الثالث                           | 9                                       | 6                                       | 3                                       | 0                                       | 13                                      | 7                                       |                                         |
| 2009                                    | الوصيف                                  | 5                                       | 3                                       | 2                                       | 0                                       | 10                                      | 4                                       |                                         |
| 2011                                    | المركز الثالث                           | 9                                       | 5                                       | 1                                       | 3                                       | 17                                      | 11                                      |                                         |
| 2013                                    | البطل                                   | 9                                       | 4                                       | 3                                       | 2                                       | 17                                      | 13                                      |                                         |
| 2015                                    | الوصيف                                  | 9                                       | 4                                       | 2                                       | 3                                       | 14                                      | 9                                       |                                         |
| 2017                                    | دور المجموعات                           | 4                                       | 1                                       | 0                                       | 3                                       | 3                                       | 4                                       |                                         |
| 2019                                    | يُحدد لاحقاً                              | 0                                       | 0                                       | 0                                       | 0                                       | 0                                       | 0                                       |                                         |
| المجموع                                 | 17/18                                   | 118                                     | 63                                      | 29                                      | 26                                      | 221                                     | 116                                     |                                         |

1التعادل يتضمن مباريات خروج المغلوب التي تحسم عن طريق ركلات الجزاء ترجيحية.

## الإنجازات
- كوبا أمريكا تحت 17 سنة
  - البطل (3): 1985، 2003، 2013
  - الوصيف (6): 1988، 1995، 1997، 2001، 2009، 2015
- كأس العالم تحت 17 سنة لكرة القدم
  - المركز الثالث (3):1991، 1995، 2003